# Diviziunea Central River
Diviziunea Central River este una dintre cele 6 unități administrativ-teritoriale de gradul I ale statului Gambia. Reședința sa este orașul Janjanbureh.

## Districte
Este împărțită în 10 districte:
- Fulladu West
- Janjanbureh
- Lower Saloum
- Niamina Dankunku
- Niamina East
- Niamina West
- Niani
- Nianija
- Sami
- Upper Saloum